# Жестокий полицейский
«Жестокий полицейский» (яп. その男、凶暴につき, Sono Otoko, Kyōbō Ni Tsuki) — японская криминальная драма 1989 года в стиле неонуар, снятый Такэси Китано. Фильм поставлен по сценарию Китано и Хисаси Нодзава, с Китано и Майко Каваками в главных ролях. Сюжет фильма рассказывает историю полицейского детектива Азумы, известного своим грубым и непрофессиональным поведением, после того, как ему поручили расследовать незаконный оборот наркотиков местных якудза. «Жестокий полицейский» стал дебютом Такеси Китано на режиссерском поприще, в котором он самолично переписал большую часть оригинального сценария написанного Хисаси Нодзавой.

## История создания

### Оригинальный сценарий
По словам продюсера Казуёси Окуямы, изначально фильм задумывался как экранизация романа Рюдзо Саки «Путешественники Южного Креста» (旅人たちの南十字星, Tabidachi no Minami Juujisei) . Поскольку сценарий уже был готов, то сюжет о страховом мошенничеством должен был быть поставлен Киндзи Фукасаку в качестве режиссёра, Фумио Конами должен был выступать в качестве сценариста, а на главные роли были утверждены Бит Такеши и Таканори Дзиннаи. Прямо перед началом съемок Китано устроил нападение на японский журнал «Friday». По сообщению The New York Times:
Он <Китано> с 11 друзьями, которых он охарактеризовал как часть своей армии, ворвался в офис скандального журнала Friday и избил старшего редактора и четырех сотрудников. Комик, один из самых популярных артистов Японии, рассказал полиции, что больше не мог сдерживаться после того, как фотограф Friday навязчиво сфотографировал его спутницу.
Устроенный Китано рейд на редакцию Friday пустил под откос изначальный план постановки. Из-за данного инцидента ходили разговоры о замене Китано другим актером, который должен был быть довольно успешен в регионе Кансай, но после того, как со сценарием ознакомились несколько претендентов, то и это решение было отклонено.
После того, как продюсер и режиссёр обсудили, что со всем этим делать, они пришли к выводу, что поскольку этот фильм должен был стать грандиозным возвращением Бита Такеши, они ни в коем случае не могли позволить осужденному преступнику играть роль преступника. И таким образом фильм сменил изначальную концепцию и стал фильмом о полицейском детективе.
Первоначальный сценарист Хисаши Нодзава был настолько неспособен смириться с тем, что сценарий был так сильно изменен, что он отправил свой первоначальный вариант на конкурс оригинальных сценариев, проводимый в журнале Takarajimasha под названием «„Жестокий полицейский“ до того, как он был изменен». В 2004 году, незадолго до своей смерти, Нодзава выпустил роман «Луна в ярости», основанный на этом сценарии.

### Режиссура
По словам Фукасаку, он ушёл с поста режиссёра, так как был против экшн-элементов продюсера Окуямы а также не смог договориться о таком графике съемок, который бы его устраивал. С другой стороны, по словам Окуямы, Фукусаку и Китано много спорили о том, как двигаться дальше со съемками. Китано настаивал на сьемках одним единственным дублем, заявляя: «Я построил свою карьеру на первых попытках с тех пор, как стал частью Asakusa Kids. Чем больше мы будем повторять дубли, тем больше будет угасать вся свежесть и страсть актерской игры». ВозможноИ из-за этого Фукусаку и ушел, по рекомендации Окуямы, с режиссёрского с поста, поскольку не хотел отступать от своего режиссёрского стиля.
В конце концов, Окуяма попросил Китано стать режиссёром, пообещав ему полную свободу съёмочного графика и режиссёрского стиля. Китано согласился, поставив на карту свое имя и честь в этом проекте, с единственным условием, что ему разрешат редактировать сценарий по своему усмотрению. Продюсерская команда в целом не была уверена, что комик может стать режиссёром фильма, давая указания по ходу съемок, но из-за плотного графика они в конечном итоге пошли на уступки и позволили ему делать все, что он захочет.

### Финансирование
Хотя дистрибьютором фильма в конечном итоге стала продюсерская компания Shochiku, они также изначально собирались и продюсировать, и финансировать фильм. Однако из-за рейда на редакцию Friday они решили не вкладывать деньги в такой репутационно рискованный проект, и Окуяма начал искать замену. Какое-то время Tohokushinsha собиралась полностью финансировать фильм, однако с уходом Фукусаку с поста режиссёра они тоже решили отказаться от финансирования. Генеральный директор Tohokushinsha познакомил Окуяму с президентом Bandai. Однако, поскольку маркетинговая стратегия Bandai в то время была «Bandai для матерей и детей», они не решались подвергать риску свою репутацию и публичный образ публично участвуя таком жестоком фильме. И поэтому, хотя они и согласились финансировать «Жестокого полицейского», но без упоминания Bandai в качестве спонсора.
В конечном итоге Окуяма написал рекламный текст «Держите это подальше от своих детей», чтобы прорекламировать жестокую природу фильма, которая была взята из рекламного текста Bandai того времени.

## Музыка в фильме
- Тема фортепиано, звучащая несколько раз в фильме, — «Gnossienne No.1» Эрика Сати.
- В сцене в ночном клубе звучит хай-энерджи, европоп песня «The Girl You Need» d в исполнении Tracey.
- «Long Road» — регги-трек группы Roots Radics, звучащий на кассетном проигрывателе у якудза.

## Сюжет
Жестокость — единственный способ борьбы с преступностью для главного героя. Но многие считают, что Справедливость может восторжествовать и без помощи кулаков. Согласится ли с этим нетерпимый и вспыльчивый полицейский детектив Адзума?

## В ролях
- Бит Такэси — детектив Адзума
- Майко Каваками — Акари, младшая сестра Азумы
- Макото Асикава — Кикути, молодой напарник Адзумы
- Хакурю — Киёхиро, профессиональный убийца
- Иттоку Кисибэ — Нито, наркобарон
- Сиро Сано — Ёсинари, начальник полицейского отделения
- Сэй Хираидзуми — Иваки, детектив-наркоторговец

## Создатели фильма
- режиссёр: Такэси Китано
- сценарий: Хисаси Нодзава, Такэси Китано
- продюсер: Сидзо Итияма, Хисао Набэсима, Такио Ёсида
- оператор: Ясуси Сасакибара
- композитор: Дайсаку Кумэ
- художник: Масутэру Мотидзуки, Кадзуёси Савадзи
- монтаж: Нобутакэ Камия

## Награды
- Лучший режиссёр (Такэси Китано), Yokohama Film Festival, 1990
- Лучший дебют (Такэси Китано), Nikkan Sports Film Awards, 1989
- Приз зрительский симпатий, Awards of the Japanese Academy, 1990

## Прием
- Режиссерский дебют Такеши был тепло встречен журналом Kinema Junpo.[12]
- Критик Садао Яманэ изначально не оценил Китано назвав его одним из многих известных новых режиссёров, появлявшихся в то время, но был ошеломлён интенсивным изображением насилия в фильме и похвалил его талант как выдающегося нового режиссёра[13].
- Киндзи Фукасаку, который должен был стать режиссёром фильма, также прокомментировал, что фильм «интересный»[14].
- Нагахару Ёдогава сказал, что операторская работа напомнила ему работы Жюля Дассена[15]。.
- Мацумото Хитоси заявил, что это его любимый фильм у Такеши Китано[16].
- Как упоминалось выше, сценарист Хисаши Нодзава был недоволен изменениями, внесенными в сценарий, и даже надеялся, что фильм в конечном итоге окажется провальным[17]. Несмотря на это он похвалил некоторые идеи Китано, особенно расстрел сестры в кульминационный момент. Он все еще считал, что фильм в конечном итоге стал шедевром случайно, и оценка Нодзавы Такеши Китано была: «Он определенно покажет свое истинное лицо»[18]。.
- Кинокритик Масааки Оба, сравнив фильм со сценарием  Хисаши Нодзавы, отметил, что сценарий и цели фильма явно отличаются от других работ Такеши[15].
- Исследователь истории кино Таити Касуга вспоминает, что он пошел на фильм, ожидая, что комик Такеши будет ломать комедию, и был поражен контрастом ожиданий с тем что увидел на экране[19]. Касуга назвал причиной этого холодный тон, лишенный лиризма и драматической кульминации, характерных для японских фильмов, а также грубую, неподдельную жестокость.

| «Жестокий полицейский» снимался давным-давно, когда я ещё не знал, как сделать фильм. Теперь я по крайней мере начинаю постепенно понимать, что такое кинопроизводство. Недавно мне пришлось пересмотреть эту ленту, чтобы быть в состоянии дать какие-то комментарии во время интервью, я ведь почти всё забыл. Если быть откровенным, смотреть его было невыносимо. Это всё равно, что заставить смотреть на себя, когда ты был ребёнком. Я чувствовал себя невероятно неловко. Такеши Китано |